# Scoloplos uniramus
Scoloplos uniramus är en ringmaskart som beskrevs av Francis Day 1961. Scoloplos uniramus ingår i släktet Scoloplos och familjen Orbiniidae. Inga underarter finns listade i Catalogue of Life.